# Secret Time
〈Secret Time〉는 대한민국의 음악 그룹 시크릿의 EP 앨범이다.

## 특징 및 발자취
- 원래 4월 1일에 발매할 예정이었지만, 천안함 침몰 사건으로 인하여 4월 6일로 연기하였다.
- 타이틀 곡은 Magic이다.
- 데뷔 후 처음으로 2위를 하는 등 성공적이었다.

## 수록곡
1. My Boy
2. Magic
3. 알아서 잘해요
4. Spot Light
5. I Want You Back (Acoustic Version)
6. 3년 6개월 (Acoustic Version)